# スタンリー・ロング
スタンリー・ロング Stanley Long（イングランド・ロンドン南部出身、1933年11月26日 - 2012年9月10日）は、イギリスのエクスプロイテーション映画・セクスプロイテーション映画製作者。脚本家、撮影監督、編集者を経て、低予算エクスプロイテーション映画のプロデューサー・監督となった。スタンリー・A・ロング Stanley A. Longとクレジットされる事も多い。

## 来歴
ロングは8mm市場において一部で有名だったストリップの短編映画や「グラマー・ホームムービー」を製作する以前より、カメラマンとして経歴を開始していた。50年代後半からのロングの長編映画の仕事は、イギリスのセックス映画全史に及んでおり、他国のそれとの傾向や姿勢の違いの見本となっている。これらはヌーディスト映画（『Nudist Memories 』、1959年）から、教訓的なドキュメンタリー（『夫婦交換 (Wife Swappers) 』、1969年）、よりリラックスした奔放なテーマ（『Naughty 』、1971年）、1970年代後半の徹底したコメディ群に至る。
ロングは1970年代に、バリー・エヴァンス (Barry Evans) 、ダイアナ・ドース、アイリーン・ハンドル (Irene Handl) 、ハリー・H・コーベット (Harry H. Corbett) 、リズ・フレイザー (Liz Fraser) 、フレッド・エムニー (Fred Emney) などの俳優を起用して、3本のセックス・コメディ映画、1975年の『Adventures of a Taxi Driver  』1977年の『Adventures of a Private Eye 』1978年の『Adventures of a Plumber's Mate 』を製作・監督した。
ノーマン・J・ウォーレン (Norman J. Warren) のように、ロングもホラー映画を製作している。1983年にアンソロジー映画『Screamtime 』を製作し、またジョー・ギャノン脚本によるロンドンの地下に潜むアルビノ突然変異体を描く『Plasmid 』という映画を撮る予定であったが、映画が製作されていないのに、紛らわしいことにタイアップ小説の『Plasmid 』だけが刊行された。
ロングは1960年代に『Blood Beast Terror 』、『反撥 (Repulsion) 』(クレジットはされず)、『Sorcerers 』(彼はある場面を撮影するために、車のルーフにくくり付けられた。) などのイギリス製ホラー映画のカメラマンも務めている。
1980年代初めに、ロングは映画監督業から引退した。しかし2006年に、映画製作の様々な側面を描いたドキュメンタリー映画『The Other Side of the Screen  』で一回限りの監督復帰を果たした。映画はBBCのテレビ番組『Flog It! 』のスター、ポール・マーティンがホストを務めた。
ロングはBBCの「Balderdash and Piffle（直訳：戯言と無駄話）」（2007年5月25日放送）、及びドキュメンタリーシリーズ『British Films Forever 』のイギリスのホラー・アンド・コメディーの回（2007年8月25日放送の「Magic, Murder and Monsters」と2007年9月9日放送の「Sauce, Satire and Sillyness 」）でインタビューを受けた。
サイモン・シェリダンによる待望久しいロングの伝記「X-Rated - Adventures of an Exploitation Filmmaker 」が2008年7月に出版された。
低予算映画製作者ジャン・マンスリーは2004年に短編映画『Can You Keep It Up With This That and The Other For A Week 』でロングのセックスコメディーシリーズ『Adventures of …』に対する敬意を表明した。そして続編『Adventures of a Plumber in Outer Space 』の主演男優ヴィック・プラットは「ロングの『Adventures Of A Plumbers Mate 』で若い娘たちのお尻の自由を奪った」有名なラバーカップを使用した。
2012年9月10日、バッキンガムシャーで死去。78歳没。